# Coppa del Mondo di nuoto 2016
La XXVIII edizione della Coppa del Mondo di nuoto (FINA/airweave Swimming World Cup 2016) si disputò dal 26 agosto al 30 ottobre 2016.
Le tappe in calendario furono nove: dopo due anni di assenza dalla manifestazione, alle otto dell'edizione precedente si aggiunse la tappa di Berlino. A differenza dell'edizione preolimpica del 2015, inoltre, la manifestazione ritornò a disputarsi in vasca corta.
I vincitori dell'edizione 2016 furono il russo Vladimir Morozov (1º titolo) in campo maschile, e l'ungherese Katinka Hosszú (5º titolo, tutti consecutivi) in quello femminile.

## Calendario
| Cluster | # | Date               | Sede                       | Impianto                                    |
| ------- | - | ------------------ | -------------------------- | ------------------------------------------- |
| Europa  | 1 | 26 - 27 agosto     | Chartres, Francia          | L'Odyssée                                   |
| Europa  | 2 | 30 - 31 agosto     | Berlino, Germania          | SSE                                         |
| Europa  | 3 | 3 - 4 settembre    | Mosca, Russia              | Olimpiysky Sports Complex                   |
| Asia 1  | 4 | 30 sett. - 1° ott. | Pechino, Cina              | Centro acquatico nazionale                  |
| Asia 1  | 5 | 4 - 5 ottobre      | Dubai, Emirati Arabi Uniti | Hamdan Sports Complex                       |
| Asia 1  | 6 | 8 - 9 ottobre      | Doha, Qatar                | Hamad Aquatic Centre                        |
| Asia 2  | 7 | 21 - 22 ottobre    | Singapore                  | OCBC Aquatic Centre                         |
| Asia 2  | 8 | 25 - 26 ottobre    | Tokyo, Giappone            | Tokyo Tatsumi International Swimming Center |
| Asia 2  | 9 | 29 - 30 ottobre    | Hong Kong                  | Victoria Park Swimming Pool                 |

## Classifiche finali

### Maschile
| Pos.    | Atleta           | Nazionale     | Tot. | Francia (bandiera) | Germania (bandiera) | Russia (bandiera) | Cina (bandiera) | Emirati Arabi Uniti (bandiera) | Qatar (bandiera) | Singapore (bandiera) | Giappone (bandiera) | Hong Kong (bandiera) |
| ------- | ---------------- | ------------- | ---- | ------------------ | ------------------- | ----------------- | --------------- | ------------------------------ | ---------------- | -------------------- | ------------------- | -------------------- |
| Oro     | Vladimir Morozov | Russia        | 640  | 86                 | 86                  | 54                | 81              | 81                             | 48               | 78                   | 69                  | 57                   |
| Argento | Chad le Clos     | Sudafrica     | 516  | 60                 | 63                  | 69                | 54              | 63                             | 78               | 42                   | 33                  | 54                   |
| Bronzo  | Daiya Seto       | Giappone      | 330  | -                  | -                   | -                 | 36              | 60                             | 75               | 51                   | 60                  | 48                   |
| 4       | Philip Heintz    | Germania      | 273  | 54                 | 48                  | 36                | 30              | 33                             | 33               | 18                   | 15                  | 6                    |
| 5       | Pavel Sankovič   | Bielorussia   | 231  | 21                 | 18                  | 27                | 27              | 33                             | 33               | 27                   | 15                  | 30                   |
| 6       | Robert Hurley    | Australia     | 213  | 27                 | 33                  | 39                | 30              | 45                             | 39               | -                    | -                   | -                    |
| 7       | Marco Koch       | Germania      | 204  | -                  | 39                  | 30                | 12              | 12                             | 24               | 36                   | 30                  | 21                   |
| 8       | Mitch Larkin     | Australia     | 156  | 27                 | 18                  | 33                | -               | -                              | -                | 30                   | 21                  | 27                   |
| 8       | Felipe Lima      | Brasile       | 156  | 6                  | 6                   | 15                | 21              | 21                             | 21               | 21                   | 21                  | 24                   |
| 10      | James Guy        | Gran Bretagna | 123  | 18                 | 24                  | 24                | -               | 15                             | 18               | 9                    | -                   | 15                   |

### Femminile
| Pos.    | Atleta            | Nazionale   | Tot. | Francia (bandiera) | Germania (bandiera) | Russia (bandiera) | Cina (bandiera) | Emirati Arabi Uniti (bandiera) | Qatar (bandiera) | Singapore (bandiera) | Giappone (bandiera) | Hong Kong (bandiera) |
| ------- | ----------------- | ----------- | ---- | ------------------ | ------------------- | ----------------- | --------------- | ------------------------------ | ---------------- | -------------------- | ------------------- | -------------------- |
| Oro     | Katinka Hosszú    | Ungheria    | 1197 | 129                | 129                 | 120               | 177             | 144                            | 144              | 138                  | 138                 | 138                  |
| Argento | Alia Atkinson     | Giamaica    | 480  | 76                 | 45                  | -                 | 54              | 60                             | 54               | 54                   | 74                  | 63                   |
| Bronzo  | Jeanette Ottesen  | Danimarca   | 441  | 45                 | 48                  | 48                | 60              | 48                             | 60               | 45                   | 45                  | 42                   |
| 4       | Julija Efimova    | Russia      | 360  | 24                 | 30                  | 66                | 24              | 30                             | 36               | 51                   | 45                  | 54                   |
| 5       | Daryna Zevina     | Ucraina     | 270  | 45                 | 24                  | 51                | 21              | 48                             | 30               | 21                   | 12                  | 18                   |
| 6       | Zsuzsanna Jakabos | Ungheria    | 249  | 18                 | 24                  | 36                | 18              | 39                             | 39               | 33                   | 12                  | 30                   |
| 7       | Emily Seebohm     | Australia   | 237  | 33                 | 30                  | 42                | -               | -                              | -                | 51                   | 33                  | 48                   |
| 8       | Katie Meili       | Stati Uniti | 186  | 21                 | 45                  | 45                | 24              | 24                             | 27               | -                    | -                   | -                    |
| 9       | Maddie Groves     | Australia   | 156  | 27                 | 45                  | -                 | 6               | 21                             | 39               | -                    | 9                   | 9                    |
| 10      | Rie Kanetō        | Giappone    | 147  | 12                 | 12                  | 15                | 36              | 30                             | 30               | -                    | 12                  | -                    |

## Vincitori

### Chartres
Fonte
| Gara                | Atleti                                                                | Perf.                          | Gara         | Atleti                                                               | Perf.                          | Gara   | Atleti                           | Perf.           |
| ------------------- | --------------------------------------------------------------------- | ------------------------------ | ------------ | -------------------------------------------------------------------- | ------------------------------ | ------ | -------------------------------- | --------------- |
| Stile libero        |                                                                       |                                |              |                                                                      |                                |        |                                  |                 |
| 50 m                | Vladimir Morozov Jeanette Ottesen                                     | 20"81 23"72                    | 200 m        | Philip Heintz Katinka Hosszú                                         | 1'43"13 1'53"34                | 800 m  | Franziska Hentke                 | 8'24"66         |
| 100 m               | Vladimir Morozov Jeanette Ottesen                                     | 45"57 51"84                    | 400 m        | Jordan Pothain Katinka Hosszú                                        | 3'40"56 4'02"83                | 1500 m | Jan Micka                        | 14'56"21        |
| Dorso               |                                                                       |                                |              |                                                                      |                                |        |                                  |                 |
| 50 m                | Jérémy Stravius Emily Seebohm                                         | 22"85 26"15                    | 100 m        | Robert Hurley Katinka Hosszú                                         | 50"51 55"93                    | 200 m  | Mitch Larkin Daryna Zevina       | 1'50"10 1'59"35 |
| Rana                |                                                                       |                                |              |                                                                      |                                |        |                                  |                 |
| 50 m                | Cameron van der Burgh Alia Atkinson                                   | 25"98 29"25                    | 100 m        | Cameron van der Burgh Alia Atkinson                                  | 56"42 1'02"36                  | 200 m  | Cameron van der Burgh Rie Kanetō | 2'05"12 2'16"99 |
| Farfalla            |                                                                       |                                |              |                                                                      |                                |        |                                  |                 |
| 50 m                | Chad le Clos Jeanette Ottesen                                         | 22"17 25"09                    | 100 m        | Chad le Clos Katinka Hosszú                                          | 49"05 56"09                    | 200 m  | Chad le Clos Franziska Hentke    | 1'51"25 2'05"16 |
| Misti               |                                                                       |                                |              |                                                                      |                                |        |                                  |                 |
| 100 m               | Vladimir Morozov Katinka Hosszú                                       | 50"60 57"63                    | 200 m        | Philip Heintz Katinka Hosszú                                         | 1'52"03 2'06"64                | 400 m  | Philip Heintz Katinka Hosszú     | 4'03"51 4'27"67 |
| Staffette           |                                                                       |                                |              |                                                                      |                                |        |                                  |                 |
| 4x50 m stile libero | Francia Jérémy Stravius Florent Manaudou Mathilde Cini Anna Santamans | 1'30"7421"46 20"58 24"62 24"08 | 4x50 m mista | Francia Jérémy Stravius Florent Manaudou Marie Wattel Anna Santamans | 1'39"4623"19 26"00 26"15 24"12 |        |                                  |                 |

### Berlino
Fonte
| Gara                | Atleti                                                                   | Perf.                          | Gara         | Atleti                                                                    | Perf.                          | Gara   | Atleti                        | Perf.           |
| ------------------- | ------------------------------------------------------------------------ | ------------------------------ | ------------ | ------------------------------------------------------------------------- | ------------------------------ | ------ | ----------------------------- | --------------- |
| Stile libero        |                                                                          |                                |              |                                                                           |                                |        |                               |                 |
| 50 m                | Vladimir Morozov Jeanette Ottesen                                        | 20"79 23"58                    | 200 m        | James Guy Katinka Hosszú                                                  | 1'42"22 1'52"08                | 800 m  | Franziska Hentke              | 8'22"83         |
| 100 m               | Vladimir Morozov Jeanette Ottesen                                        | 45"79 51"87                    | 400 m        | James Guy Katinka Hosszú                                                  | 3'39"20 4'02"11                | 1500 m | Florian Wellbrock             | 14'35"79        |
| Dorso               |                                                                          |                                |              |                                                                           |                                |        |                               |                 |
| 50 m                | Pavel Sankovič Emily Seebohm                                             | 23"14 26"38                    | 100 m        | Stanislav Donec Katinka Hosszú                                            | 50"06 55"60                    | 200 m  | Mitch Larkin Katinka Hosszú   | 1'48"81 2'00"52 |
| Rana                |                                                                          |                                |              |                                                                           |                                |        |                               |                 |
| 50 m                | Cameron van der Burgh Alia Atkinson                                      | 25"75 29"00                    | 100 m        | Cameron van der Burgh Katie Meili                                         | 56"56 1'02"92                  | 200 m  | Marco Koch Rie Kanetō         | 2'01"92 2'16"27 |
| Farfalla            |                                                                          |                                |              |                                                                           |                                |        |                               |                 |
| 50 m                | Chad le Clos Jeanette Ottesen                                            | 22"15 24"95                    | 100 m        | Chad le Clos Jeanette Ottesen                                             | 48"66 55"86                    | 200 m  | Chad le Clos Franziska Hentke | 1'49"33 2'04"06 |
| Misti               |                                                                          |                                |              |                                                                           |                                |        |                               |                 |
| 100 m               | Vladimir Morozov Katinka Hosszú                                          | 50"30 57"12                    | 200 m        | Philip Heintz Katinka Hosszú                                              | 1'51"92 2'05"57                | 400 m  | Philip Heintz Katinka Hosszú  | 4'02"84 25"69   |
| Staffette           |                                                                          |                                |              |                                                                           |                                |        |                               |                 |
| 4x50 m stile libero | Russia Kirill Prigoda Vladimir Morozov Dar'ja K. Ustinova Julija Efimova | 1'32"0721"76 20"32 25"20 24"79 | 4x50 m mista | Russia Stanislav Donec Julija Efimova Vladimir Morozov Dar'ja K. Ustinova | 1'39"7723"50 28"80 22"33 25"14 |        |                               |                 |

### Mosca
Fonte
| Gara                | Atleti                                                                    | Perf.                          | Gara         | Atleti                                                                   | Perf.                          | Gara   | Atleti                           | Perf.           |
| ------------------- | ------------------------------------------------------------------------- | ------------------------------ | ------------ | ------------------------------------------------------------------------ | ------------------------------ | ------ | -------------------------------- | --------------- |
| Stile libero        |                                                                           |                                |              |                                                                          |                                |        |                                  |                 |
| 50 m                | Vladimir Morozov Jeanette Ottesen                                         | 20"98 23"95                    | 200 m        | James Guy Katinka Hosszú                                                 | 1'43"77 1'54"40                | 800 m  | Katinka Hosszú                   | 8'26"24         |
| 100 m               | Vladimir Morozov Jeanette Ottesen                                         | 46"36 51"75                    | 400 m        | James Guy Katinka Hosszú                                                 | 3'40"70 4'01"20                | 1500 m | Poul Zellman                     | 14'59"78        |
| Dorso               |                                                                           |                                |              |                                                                          |                                |        |                                  |                 |
| 50 m                | Pavel Sankovič Daryna Zevina                                              | 23"13 26"25                    | 100 m        | Mitch Larkin Katinka Hosszú                                              | 49"62 56"08                    | 200 m  | Mitch Larkin Daryna Zevina       | 1'48"31 2'00"47 |
| Rana                |                                                                           |                                |              |                                                                          |                                |        |                                  |                 |
| 50 m                | Cameron van der Burgh Julija Efimova                                      | 25"88 29"19                    | 100 m        | Cameron van der Burgh Julija Efimova                                     | 56"64 1'02"91                  | 200 m  | Marco Koch Julija Efimova        | 2'01"94 2'16"54 |
| Farfalla            |                                                                           |                                |              |                                                                          |                                |        |                                  |                 |
| 50 m                | Chad le Clos Jeanette Ottesen                                             | 22"06 25"02                    | 100 m        | Chad le Clos Jeanette Ottesen                                            | 49"01 55"80                    | 200 m  | Chad le Clos Zsuzsanna Jakabos   | 1'49"10 2'06"44 |
| Misti               |                                                                           |                                |              |                                                                          |                                |        |                                  |                 |
| 100 m               | Vladimir Morozov Katinka Hosszú                                           | 51"03 57"76                    | 200 m        | Philip Heintz Katinka Hosszú                                             | 1'52"93 2'05"60                | 400 m  | Hirosama Fujimori Katinka Hosszú | 4'04"04 4'28"32 |
| Staffette           |                                                                           |                                |              |                                                                          |                                |        |                                  |                 |
| 4x50 m stile libero | Russia Oleg Tikhobaev Vladimir Morozov Daria S. Ustinova Daria Kartashova | 1'32"1422"48 20"57 24"62 24"47 | 4x50 m mista | Russia Stanislav Donec Julija Efimova Vladimir Morozov Daria S. Ustinova | 1'39"6723"90 29"03 22"42 24"32 |        |                                  |                 |

### Pechino
Fonte
| Gara                | Atleti                                           | Perf.                          | Gara         | Atleti                                     | Perf.                          | Gara   | Atleti                    | Perf.           |
| ------------------- | ------------------------------------------------ | ------------------------------ | ------------ | ------------------------------------------ | ------------------------------ | ------ | ------------------------- | --------------- |
| Stile libero        |                                                  |                                |              |                                            |                                |        |                           |                 |
| 50 m                | Vladimir Morozov Zhu Menghui Jeanette Ottesen    | \| 21"06 \| \| 24"00 \|        | 200 m        | Myles Brown Katinka Hosszú                 | 1'43"60 1'53"89                | 800 m  | Hou Yawen                 | 8'16"81         |
| 100 m               | Vladimir Morozov Jeanette Ottesen                | 45"99 51"93                    | 400 m        | Myles Brown Katinka Hosszú                 | 3'40"38 4'01"65                | 1500 m | Qiu Ziao                  | 14'35"45        |
| Dorso               |                                                  |                                |              |                                            |                                |        |                           |                 |
| 50 m                | Pavel Sankovič Katinka Hosszú                    | 23"18 26"68                    | 100 m        | Xu Jiayu Katinka Hosszú                    | 50"22 56"56                    | 200 m  | Xu Jiayu Daryna Zevina    | 1'51"50 2'01"61 |
| Rana                |                                                  |                                |              |                                            |                                |        |                           |                 |
| 50 m                | Felipe Lima Alia Atkinson                        | 26"10 29"15                    | 100 m        | Vladimir Morozov Alia Atkinson             | 56"33 1'03"42                  | 200 m  | Marco Koch Rie Kanetō     | 2'03"21 2'15"91 |
| Farfalla            |                                                  |                                |              |                                            |                                |        |                           |                 |
| 50 m                | Chad le Clos Jeanette Ottesen                    | 22"14 25"16                    | 100 m        | Chad le Clos Jeanette Ottesen              | 49"35 56"37                    | 200 m  | Chad le Clos Liu Siyu     | 1'49"82 2'05"44 |
| Misti               |                                                  |                                |              |                                            |                                |        |                           |                 |
| 100 m               | Vladimir Morozov Katinka Hosszú                  | 51"06 58"10                    | 200 m        | Wang Shun Katinka Hosszú                   | 1'51"63 2'07"37                | 400 m  | Daiya Seto Katinka Hosszú | 4'04"26 4'33"60 |
| Staffette           |                                                  |                                |              |                                            |                                |        |                           |                 |
| 4x50 m stile libero | Cina Lin Yongqing Yu Hexin Liu Xiang Zhu Menghui | 1'31"6222"22 21"44 24"12 23"84 | 4x50 m mista | Cina Xu Jiayu Shi Jinglin Lu Ying Yu Hexin | 1'40"1223"41 30"22 25"31 21"18 |        |                           |                 |
| 21"06               |                                                  |                                |              |                                            |                                |        |                           |                 |
| 24"00               |                                                  |                                |              |                                            |                                |        |                           |                 |

### Dubai
Fonte
| Gara                | Atleti                                                                   | Perf.                          | Gara         | Atleti                                                                   | Perf.                          | Gara   | Atleti                      | Perf.           |
| ------------------- | ------------------------------------------------------------------------ | ------------------------------ | ------------ | ------------------------------------------------------------------------ | ------------------------------ | ------ | --------------------------- | --------------- |
| Stile libero        |                                                                          |                                |              |                                                                          |                                |        |                             |                 |
| 50 m                | Vladimir Morozov Jeanette Ottesen                                        | 20"88 24"12                    | 200 m        | Myles Brown Katinka Hosszú                                               | 1'43"11 1'54"37                | 800 m  | Katinka Hosszú              | 8'27"45         |
| 100 m               | Vladimir Morozov Jeanette Ottesen                                        | 46"71 51"77                    | 400 m        | Robert Hurley Katinka Hosszú                                             | 3'41"94 4'03"14                | 1500 m | Myles Brown                 | 14'46"49        |
| Dorso               |                                                                          |                                |              |                                                                          |                                |        |                             |                 |
| 50 m                | Robert Hurley Katinka Hosszú                                             | 23"33 26"35                    | 100 m        | Pavel Sankovič Katinka Hosszú                                            | 50"20 56"56                    | 200 m  | Robert Hurley Daryna Zevina | 1'52"53 2'00"97 |
| Rana                |                                                                          |                                |              |                                                                          |                                |        |                             |                 |
| 50 m                | Felipe Lima Alia Atkinson                                                | 26"02 29"02                    | 100 m        | Vladimir Morozov Katie Meili                                             | 56"52 1'03"26                  | 200 m  | Marco Koch Rie Kanetō       | 2'03"41 2'16"30 |
| Farfalla            |                                                                          |                                |              |                                                                          |                                |        |                             |                 |
| 50 m                | Chad le Clos Jeanette Ottesen                                            | 22"08 25"16                    | 100 m        | Chad le Clos Jeanette Ottesen                                            | 49"14 56"11                    | 200 m  | Chad le Clos Katinka Hosszú | 1'49"71 2'05"62 |
| Misti               |                                                                          |                                |              |                                                                          |                                |        |                             |                 |
| 100 m               | Vladimir Morozov Katinka Hosszú                                          | 51"05 58"09                    | 200 m        | Daiya Seto Katinka Hosszú                                                | 1'52"41 2'05"87                | 400 m  | Daiya Seto Katinka Hosszú   | 4'00"93 4'33"84 |
| Staffette           |                                                                          |                                |              |                                                                          |                                |        |                             |                 |
| 4x50 m stile libero | Russia Vladimir Morozov Stanislav Donec Julija Efimova Nataliya Lovtsova | 1'33"3721"20 22"12 25"43 24"62 | 4x50 m mista | Russia Stanislav Donec Julija Efimova Nataliya Lovtsova Vladimir Morozov | 1'40"8123"63 29"56 26"57 21"05 |        |                             |                 |

### Doha
Fonte
| Gara                | Atleti                                                                   | Perf.                          | Gara         | Atleti                                                                   | Perf.                          | Gara   | Atleti                                  | Perf.                       |
| ------------------- | ------------------------------------------------------------------------ | ------------------------------ | ------------ | ------------------------------------------------------------------------ | ------------------------------ | ------ | --------------------------------------- | --------------------------- |
| Stile libero        |                                                                          |                                |              |                                                                          |                                |        |                                         |                             |
| 50 m                | Vladimir Morozov Jeanette Ottesen                                        | 21"05 23"84                    | 200 m        | Chad le Clos Katinka Hosszú                                              | 1'42"84 1'53"29                | 800 m  | Katinka Hosszú                          | 8'27"58                     |
| 100 m               | Vladimir Morozov Jeanette Ottesen                                        | 45"77 51"58                    | 400 m        | Myles Brown Katinka Hosszú                                               | 3'39"78 4'03"94                | 1500 m | Gergely Gyurta                          | 14'32"69                    |
| Dorso               |                                                                          |                                |              |                                                                          |                                |        |                                         |                             |
| 50 m                | Pavel Sankovič Katinka Hosszú                                            | 23"05 26"38                    | 100 m        | Robert Hurley Katinka Hosszú                                             | 50"20 56"44                    | 200 m  | Robert Hurley Daryna Zevina             | 1'51"70 2'01"25             |
| Rana                |                                                                          |                                |              |                                                                          |                                |        |                                         |                             |
| 50 m                | Felipe Lima Alia Atkinson                                                | 26"14 28"98                    | 100 m        | Vladimir Morozov Alia Atkinson                                           | 56"97 1'03"18                  | 200 m  | Marco Koch Rie Kanetō                   | 2'02"13 2'15"76             |
| Farfalla            |                                                                          |                                |              |                                                                          |                                |        |                                         |                             |
| 50 m                | Chad le Clos Jeanette Ottesen                                            | 22"36 25"13                    | 100 m        | Chad le Clos Jeanette Ottesen                                            | 50"23 55"93                    | 200 m  | Daiya Seto Katinka Hosszú Maddie Groves | \| 1'49"84 \| \| 2'03"34 \| |
| Misti               |                                                                          |                                |              |                                                                          |                                |        |                                         |                             |
| 100 m               | Vladimir Morozov Katinka Hosszú                                          | 51"75 57"82                    | 200 m        | Daiya Seto Katinka Hosszú                                                | 1'52"49 2'05"77                | 400 m  | Daiya Seto Katinka Hosszú               | 4'02"39 4'31"18             |
| Staffette           |                                                                          |                                |              |                                                                          |                                |        |                                         |                             |
| 4x50 m stile libero | Russia Vladimir Morozov Stanislav Donec Julija Efimova Nataliya Lovtsova | 1'32"3220"95 21"88 24"90 24"59 | 4x50 m mista | Russia Stanislav Donec Julija Efimova Nataliya Lovtsova Vladimir Morozov | 1'40"7723"96 29"29 26"67 20"85 |        |                                         |                             |
| 1'49"84             |                                                                          |                                |              |                                                                          |                                |        |                                         |                             |
| 2'03"34             |                                                                          |                                |              |                                                                          |                                |        |                                         |                             |

### Singapore
Fonte
| Gara                | Atleti                                                              | Perf.                          | Gara         | Atleti                                                                   | Perf.                          | Gara   | Atleti                      | Perf.           |
| ------------------- | ------------------------------------------------------------------- | ------------------------------ | ------------ | ------------------------------------------------------------------------ | ------------------------------ | ------ | --------------------------- | --------------- |
| Stile libero        |                                                                     |                                |              |                                                                          |                                |        |                             |                 |
| 50 m                | Vladimir Morozov Jeanette Ottesen                                   | 20"86 24"07                    | 200 m        | Kyle Chalmers Katinka Hosszú                                             | 1'42"67 1'53"17                | 800 m  | Boglárka Kapás              | 8'17"54         |
| 100 m               | Vladimir Morozov Jeanette Ottesen                                   | 45"92 51"97                    | 400 m        | Mychajlo Romančuk Katinka Hosszú                                         | 3'40"64 4'01"18                | 1500 m | Mychajlo Romančuk           | 14'15"49        |
| Dorso               |                                                                     |                                |              |                                                                          |                                |        |                             |                 |
| 50 m                | Pavel Sankovič Emily Seebohm                                        | 23"01 26"18                    | 100 m        | Mitch Larkin Katinka Hosszú                                              | 50"25 55"80                    | 200 m  | Mitch Larkin Katinka Hosszú | 1'50"22 2'01"66 |
| Rana                |                                                                     |                                |              |                                                                          |                                |        |                             |                 |
| 50 m                | Felipe Lima Alia Atkinson                                           | 26"19 28"91                    | 100 m        | Vladimir Morozov Alia Atkinson                                           | 56"80 1'02"40                  | 200 m  | Marco Koch Breeja Larson    | 2'01"41 2'18"95 |
| Farfalla            |                                                                     |                                |              |                                                                          |                                |        |                             |                 |
| 50 m                | Chad le Clos Jeanette Ottesen                                       | 22"33 25"11                    | 100 m        | Chad le Clos Katinka Hosszú                                              | 49"26 56"02                    | 200 m  | Daiya Seto Katinka Hosszú   | 1'49"53 2'05"95 |
| Misti               |                                                                     |                                |              |                                                                          |                                |        |                             |                 |
| 100 m               | Vladimir Morozov Katinka Hosszú                                     | 50"70 58"45                    | 200 m        | Daiya Seto Katinka Hosszú                                                | 1'52"80 2'06"25                | 400 m  | Daiya Seto Katinka Hosszú   | 4'04"60 4'29"03 |
| Staffette           |                                                                     |                                |              |                                                                          |                                |        |                             |                 |
| 4x50 m stile libero | Australia Kyle Chalmers Andrew Abood Madeline Groves Madison Wilson | 1'31"0421"67 21"25 24"08 24"04 | 4x50 m mista | Russia Stanislav Donec Julija Efimova Vladimir Morozov Daria S. Ustinova | 1'39"3423"59 29"03 22"54 24"18 |        |                             |                 |

### Tokyo
Fonte
| Gara                | Atleti                                                                    | Perf.                          | Gara         | Atleti                                                                   | Perf.                          | Gara   | Atleti                       | Perf.           |
| ------------------- | ------------------------------------------------------------------------- | ------------------------------ | ------------ | ------------------------------------------------------------------------ | ------------------------------ | ------ | ---------------------------- | --------------- |
| Stile libero        |                                                                           |                                |              |                                                                          |                                |        |                              |                 |
| 50 m                | Vladimir Morozov Jeanette Ottesen                                         | 20"73 23"80                    | 200 m        | Kyle Chalmers Katinka Hosszú                                             | 1'42"42 1'53"34                | 800 m  | Boglárka Kapás               | 8'12"79         |
| 100 m               | Kyle Chalmers Jeanette Ottesen                                            | 46"12 51"94                    | 400 m        | Mychajlo Romančuk Boglárka Kapás                                         | 3'39"67 3'59"15                | 1500 m | Mychajlo Romančuk            | 14'26"39        |
| Dorso               |                                                                           |                                |              |                                                                          |                                |        |                              |                 |
| 50 m                | Junya Koga Katinka Hosszú                                                 | 23"17 26"23                    | 100 m        | Mitch Larkin Katinka Hosszú                                              | 50"23 55"59                    | 200 m  | Masaki Kaneko Katinka Hosszú | 1'49"89 2'01"72 |
| Rana                |                                                                           |                                |              |                                                                          |                                |        |                              |                 |
| 50 m                | Felipe Lima Alia Atkinson                                                 | 26"25 28"64                    | 100 m        | Vladimir Morozov Alia Atkinson                                           | 56"80 1'02"91                  | 200 m  | Marco Koch Rie Kanetō        | 2'01"43 2'16"75 |
| Farfalla            |                                                                           |                                |              |                                                                          |                                |        |                              |                 |
| 50 m                | Chad le Clos Jeanette Ottesen                                             | 22"30 25"05                    | 100 m        | Chad le Clos Kelsi Worrell                                               | 49"45 55"84                    | 200 m  | Daiya Seto Katinka Hosszú    | 1'49"93 2'03"92 |
| Misti               |                                                                           |                                |              |                                                                          |                                |        |                              |                 |
| 100 m               | Vladimir Morozov Katinka Hosszú                                           | 50"55 57"47                    | 200 m        | Daiya Seto Katinka Hosszú                                                | 1'52"48 2'04"56                | 400 m  | Daiya Seto Katinka Hosszú    | 4'03"42 4'28"46 |
| Staffette           |                                                                           |                                |              |                                                                          |                                |        |                              |                 |
| 4x50 m stile libero | Australia Tommaso D'Orsogna Brayden McCarthy Carla Buchanan Emily Seebohm | 1'31"4921"59 21"42 24"37 24"11 | 4x50 m mista | Russia Stanislav Donec Julija Efimova Vladimir Morozov Daria S. Ustinova | 1'39"4923"40 29"07 22"72 24"30 |        |                              |                 |

### Hong Kong
Fonte
| Gara                | Atleti                                                                   | Perf.                          | Gara         | Atleti                                                                   | Perf.                          | Gara   | Atleti                      | Perf.           |
| ------------------- | ------------------------------------------------------------------------ | ------------------------------ | ------------ | ------------------------------------------------------------------------ | ------------------------------ | ------ | --------------------------- | --------------- |
| Stile libero        |                                                                          |                                |              |                                                                          |                                |        |                             |                 |
| 50 m                | Vladimir Morozov Jeanette Ottesen                                        | 21"16 23"95                    | 200 m        | Pieter Timmers Katinka Hosszú                                            | 1'44"57 1'53"98                | 800 m  | Katinka Hosszú              | 8'21"09         |
| 100 m               | Shinri Shioura Jeanette Ottesen                                          | 47"15 52"46                    | 400 m        | Mychajlo Romančuk Katinka Hosszú                                         | 3'40"18 4'05"31                | 1500 m | Mychajlo Romančuk           | 14'18"53        |
| Dorso               |                                                                          |                                |              |                                                                          |                                |        |                             |                 |
| 50 m                | Pavel Sankovič Katinka Hosszú                                            | 23"02 26"40                    | 100 m        | Stanislav Donec Katinka Hosszú                                           | 50"46 56"30                    | 200 m  | Mitch Larkin Katinka Hosszú | 1'50"33 2'02"28 |
| Rana                |                                                                          |                                |              |                                                                          |                                |        |                             |                 |
| 50 m                | Felipe Lima Alia Atkinson                                                | 26"32 29"20                    | 100 m        | Felipe Lima Alia Atkinson                                                | 57"32 1'02"68                  | 200 m  | Marco Koch Julija Efimova   | 2'02"31 2'16"49 |
| Farfalla            |                                                                          |                                |              |                                                                          |                                |        |                             |                 |
| 50 m                | Chad le Clos Jeanette Ottesen                                            | 22"31 25"65                    | 100 m        | Chad le Clos Kelsi Worrell                                               | 49"52 55"49                    | 200 m  | Chad le Clos Katinka Hosszú | 1'49"95 2'06"09 |
| Misti               |                                                                          |                                |              |                                                                          |                                |        |                             |                 |
| 100 m               | Vladimir Morozov Katinka Hosszú                                          | 50"33 58"21                    | 200 m        | Daiya Seto Katinka Hosszú                                                | 1'53"09 2'05"39                | 400 m  | Daiya Seto Katinka Hosszú   | 4'04"11 4'28"50 |
| Staffette           |                                                                          |                                |              |                                                                          |                                |        |                             |                 |
| 4x50 m stile libero | Russia Vladimir Morozov Stanislav Donec Daria S. Ustinova Julija Efimova | 1'32"6121"03 22"13 24"46 24"99 | 4x50 m mista | Russia Stanislav Donec Julija Efimova Vladimir Morozov Daria S. Ustinova | 1'39"8223"62 29"11 22"60 24"49 |        |                             |                 |